# Jigme Ugyen Wangchuck
Jigme Ugyen Wangchuck (Dzongkha: འཇིགས་མེད་ཨོ་རྒྱན་དབང་ཕྱུག; * 19. März 2020 in Thimphu) ist das zweite Kind von König Jigme Khesar Namgyel Wangchuck und Königin Jetsun Pema. Jigme Ugyen Wangchuck kam im Lingkana Palast in der Hauptstadt Thimphu zur Welt. Seine Königliche Hoheit wird als Gyalsey („Prinz“) Ugyen Wangchuck bezeichnet.
Der junge Prinz steht hinter seinem älteren Bruder Kronprinz Jigme Namgyel Wangchuck an zweiter Stelle in der Thronfolge.